# Kazuyuki Nishizawa
Kazuyuki Nishizawa (jap. 西澤和之 Nishizawa Kazuyuki; ur. 11 października 1965 roku w Prefekturze Kanagawa) – japoński kierowca wyścigowy.

## Kariera
Nishizawa rozpoczął karierę w międzynarodowych wyścigach samochodowych w 2000 roku od startów w Japońskiej Formule 3 oraz w klasie GT300 Super GT. W Super GT uzbierane trzynaście punktów uplasowało go na piętnastej pozycji w klasyfikacji generalnej. W tym samym roku wygrał wyścig 1000 km Suzuka w klasie GT300. W późniejszych latach Japończyk pojawiał się także w stawce 24-godzinnego wyścigu Le Mans, Formula X European Endurance Series oraz w Azjatyckim Pucharze Porsche Carrera.